# 듀안 체이스
듀안 더들리 체이스(영어: Duane Dudley Chase, 1950년 12월 12일 ~ )는 미국의 배우, 기술자이다.

## 영화
- 폴로우 미, 보이즈! (1966년)
- 사운드 오브 뮤직 (1965년)